# Assassin
Assassin este o formație de Thrash Metal din Germania.

## Începutul
Assassin s-a înființat în 1983. Între 1983 și 1989 au realizat următoarele:
1. Holy Terror (Demo realizat în 1985)
2. The Saga of Nemesis (Demo realizat în 1986)
3. The Upcoming Terror (LP realizat în 1986)
4. Live 87 (Demo realizat în 1987)
5. Interstellar Experience (LP realizat în 1988)
6. Demo (Demo realizat în 1989)

## Checker Patrol
Robert Gonella, Michael Hoffman și Markus Ludwig au înființat Checker Patrol împreună cu Euronymous și Necrobutcher de la Mayhem. Formația era formată din:
- Robert Gonella (Voce)
- Michael Hoffman (Chitară)
- Euronymous (Chitară)
- Necrobutcher (Chitară bas)
- Markus Ludwig (baterie).

În 1987, Checker Patrol a fost desființată.

## Despărțirea
În 1989, trupa s-a despărțit deoarece echipamentul trupei a fost furat, iar ei nu și-au permis să îl înlocuiască.

## Reunirea
În 2002 s-au reunit. Au realizat încă două albume:
1. The Assassin... Live Forever (Album live realizat în 2003)
2. The Club (LP realizat în 2005)

Noua componență a trupei:

Robert Gonnella - voce

Jürgen ``Scholli`` Scholz - chitară

Michael ``Micha`` Hoffman - chitară

Frank Nellen - baterie

Michael Hambloch - chitară bas
Au avut și un concert la Wacken Open Air în 2003 cu Atomic Steiff la baterie
În 2008 trupa a scos demo-ul Breaking the Silence(un preview al următorului material). Cu toate acestea, Robert Gonella nu prea mai avea timp de trupă fiind plecat în China și contribuind la albumul trupei de thrash Raging Mob. 
În 2011 trupa scoate albumul Breaking the Silence.